# 東桂駅

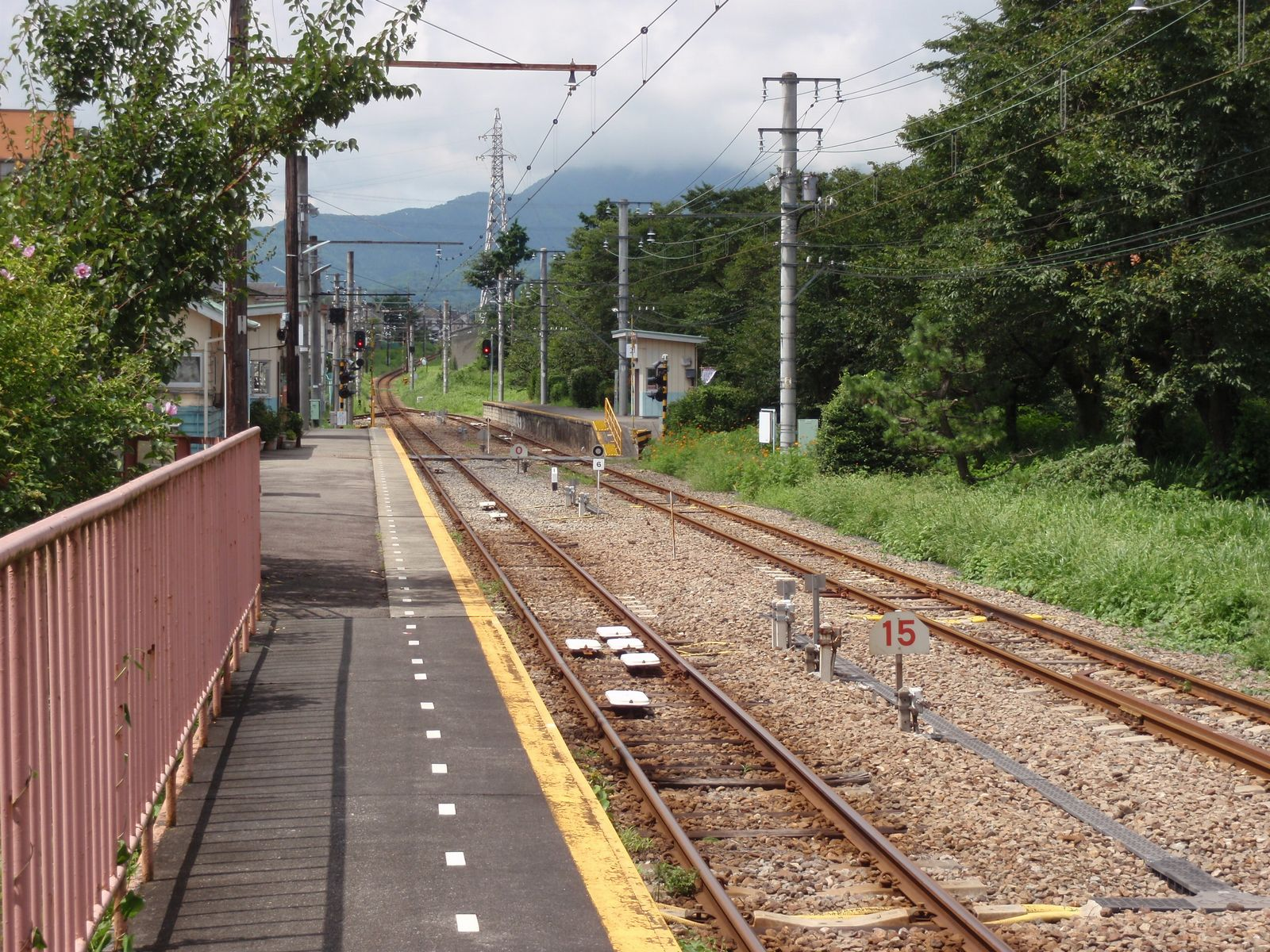
駅構内（大月側から）

東桂駅（ひがしかつらえき）は、山梨県都留市桂町にある富士山麓電気鉄道富士急行線の駅である。駅番号はFJ10。

## 歴史
- 1929年（昭和4年）6月19日：開業。
- 1971年（昭和46年）6月16日：委託化。
- 2005年（平成17年）12月10日：ダイヤ改正に伴いホーム番号を付加。同時に上下交換が行われない場合は上下線ともに1番線に停車となる。
- 2015年（平成27年）3月14日：ICカード「Suica」の利用が可能となる[1]。
- 2022年（令和4年）4月1日：富士急行の鉄道事業分割に伴い、富士山麓電気鉄道の駅となる[2]。

## 駅構造
相対式ホーム2面2線を有する地上駅。線路はほぼ東西に走り、駅舎（木造駅舎）は南側に置かれる。二つのホームは互い違いに設置されており、駅舎に接するものが十日市場方、そうでないものが三つ峠方にずれている。駅舎に接するホームの三つ峠方の端から、駅舎から遠いほうのホームの十日市場方の端へ、遮断機・警報機つきの構内踏切がある。各ホームには一つずつ待合所が設置されている。
2004年（平成16年）の都留文科大学前駅開業からしばらくは、大月方面から当駅で折り返す列車が存在し、1番線（旧下り線ホーム）に発着していた。
かつては駅舎側のホームに河口湖方面の列車が、北側のホームに大月方面の列車が発着していたが、2005年（平成17年）12月10日のダイヤ改定でこれが改められ、二つののりばに駅舎側から1番線、2番線と名前をつけた上で、上下列車の行き違いが行われる場合を除いてすべての列車が1番線に発着するようになった（1番線を主本線とした一線スルー）。上下列車の行き違いが行われる場合、基本的には以前と同じように1番線に河口湖方面、2番線に大月方面の列車が発着する。休日ダイヤでは2番線に河口湖方面の列車が停車することがあったが、2017年3月4日改正時点ではそのような運用は通常なくなっている。停車ホームは東桂駅改札脇の時刻表にのみ記載され、富士急行線各駅に設置されている共通のデザインの時刻表には表記されていない。
駅舎は古くからの木造平屋の建築物となっており、簡易Suica改札機を備える。自動券売機はないがICカードチャージ機（早朝・深夜は非稼働）が設置されている。以前は直営駅であったが、1971年（昭和46年）から業務委託駅となっている。
2番線ホームの脇には桜が植えられており、毎年春になると花を咲かせる。この季節に運行されているお花見列車は、大月発、河口湖発ともにこの桜を見物後、そのまま折り返して戻っていく。また、かつて運行されていた5000形（トーマスランド号）の車内液晶ディスプレイでは、他の駅に停車中はその駅の駅舎の写真が表示されたのに対し、この駅では満開時の2番線ホームの桜の写真が表示されていた。
駅構内南東側に富士山麓電気鉄道東桂変電所がある。

### のりば
| 番線 | 路線        | 方向 | 行先                                 | 備考             |
| ---- | ----------- | ---- | ------------------------------------ | ---------------- |
| 1    | ■富士急行線 | 下り | 富士山・富士急ハイランド・河口湖方面 |                  |
| 1    | ■富士急行線 | 上り | 大月・東京・甲府方面                 | 通常はこのホーム |
| 2    | ■富士急行線 | 上り | 大月・東京・甲府方面                 | 主に行違い時     |

## 利用状況
2013年度（平成25年度）の1日平均乗降人員は506人である。

## 駅周辺
- サンパーク都留グラススキー場
- 東桂郵便局
- 東桂地域コミュニティセンター
- 都留市立東桂小学校
- 都留市立東桂中学校
- 天ノ滝
- 鹿留川
- 東京電力リニューアブルパワー鹿留発電所 - サクラの名所で季節には花見客でにぎわうほか、鹿留桜祭が行われる。
- 蒼竜峡
- 国道139号

## バス路線
「東桂駅前」バス停から予約型乗合タクシー「つる〜と東桂」が利用できる（事前に電話予約が必要）。

## 隣の駅
富士山麓電気鉄道
■富士急行線
十日市場駅 (FJ09) - 東桂駅 (FJ10) - 三つ峠駅 (FJ11)